# Postimpressionisme
El postimpressionisme és el conjunt d'estils pictòrics de finals del segle xix i principis del segle xx que sorgiren després de l'impressionisme. Fou tant una extensió de l'impressionisme com un rebuig a les seves limitacions. Els postimpressionistes van continuar fent servir colors vius, una aplicació compacta de la pintura, pinzellades distingibles i temes de la vida real, però van intentar posar més emoció i expressió a la seva pintura.
Tot i que sovint exposaven junts, no es tractava d'un moviment en equip. Treballaven en àrees geogràfiques diferents entre si —Van Gogh a Arle, Cézanne a Ais de Provença. Tant les seves formes més exagerades com l'ús del color, estructura i línies van preparar el terreny per als estils que seguirien més endavant durant el segle xx. El crític d'art Roger Eliot Fry va ser el primer a fer servir el terme «postimpressionisme» per a referir-se al grup dels Nabís.
Alguns dels postimpressionistes són Paul Cézanne, Paul Gauguin, Harry Lachman, Henri Rousseau, Georges Seurat, Henri de Toulouse-Lautrec i Vincent van Gogh, entre d'altres.

## Característiques

### Canvi de tècnica
Els artistes impressionistes marquen una diferència principal amb els moviments artístics anteriors com el romanticisme o el neoclassicisme, en els quals era propi marcar una línia precisa que mostraven el fet representat de manera clara. En l'impressionisme començaran a fer ús d'una tècnica que es desfà de l'estudi racional anterior, busquen plasmar una espontaneïtat de la realitat. Els era més important representar l'emoció i la sensació del que representa que no el concepte en si.

### Simbolisme emocional
Els autors d'aquesta tendència pensaven que una obra d'art no havia d'estar centrada en un procés, tècnica o estil concret. Per a ells, el més important era que la pintura accentués el simbolisme i que fos capaç de comunicar els pensaments subconscients del pintor. D'aquesta manera, els impressionistes veien les seves creacions com a mitjà amb el qual transmetre tant els seus pensaments com els sentiments.

### Pinzellada
Tota obra impressionista es distingeix per la pinzellada característica d'aquesta tendència. Aquesta havia de ser gruixuda per tal d'afegir textura a l'obra. Alhora eren pinzellades molt lliures i volitives que volien mostrar aquesta espontanietat

### Colors expressius
L'emprament dels colors havia de ser estudiat de tal manera que aquests expressessin el desitjat per l'artista. Aquests, a més, no corresponien amb els colors de la naturalesa que es representava, ja que eren escollits concretament amb la finalitat de mostrar expressivitat.

## Cézanne i van Gogh
Les obres de Cézanne i van Gogh són molt característiques d'aquesta tendència artística per la clara mostra d'expressivitat en el color i la intenció de transmetre el sentiment de l'artista a través del paisatge.
A Paul Cézanne se'l considera el pare de la pintura moderna. Les seves obres van servir de transició entre dos períodes de la història de l'art. El seu estil era una síntesi de l'ideal naturalista i l'expressió personal. Representava una versió autèntica d'allò visible a través de la tècnica característica del postimpressionisme. Les seves pinzellades eren sovint ràpides, petites i sensibles. Aquestes petites pinzellades s'ajuntaven per a crear un camp complex del marc de la naturalesa representada en l'obra.
Per la seva part, Van Gogh va ser un artista que no va ser reconegut fins anys després de la seva mort. En vida no va vendre ni una sola obra; tot i això, actualment és dels artistes més reconeguts en la història de l'art i gran representant del postimpressionisme. Sovint, la seva tràgica mort eclipsa la magnificència de la seva obra. El seu art era d'allò més lúcid. Era un gran experimentador, i això es reflecteix en moltes de les seves obres, sobretot en la tècnica concreta que gairebé va adaptar com a marca personal, en la que era capaç de crear expressivitat i moviment amb la superposició de pinzellades curtes de diferents color. Així doncs, la seva pintura es pot definir com a espontània, atemporal, fresca i expressiva.

## Postimpressionisme a Catalunya

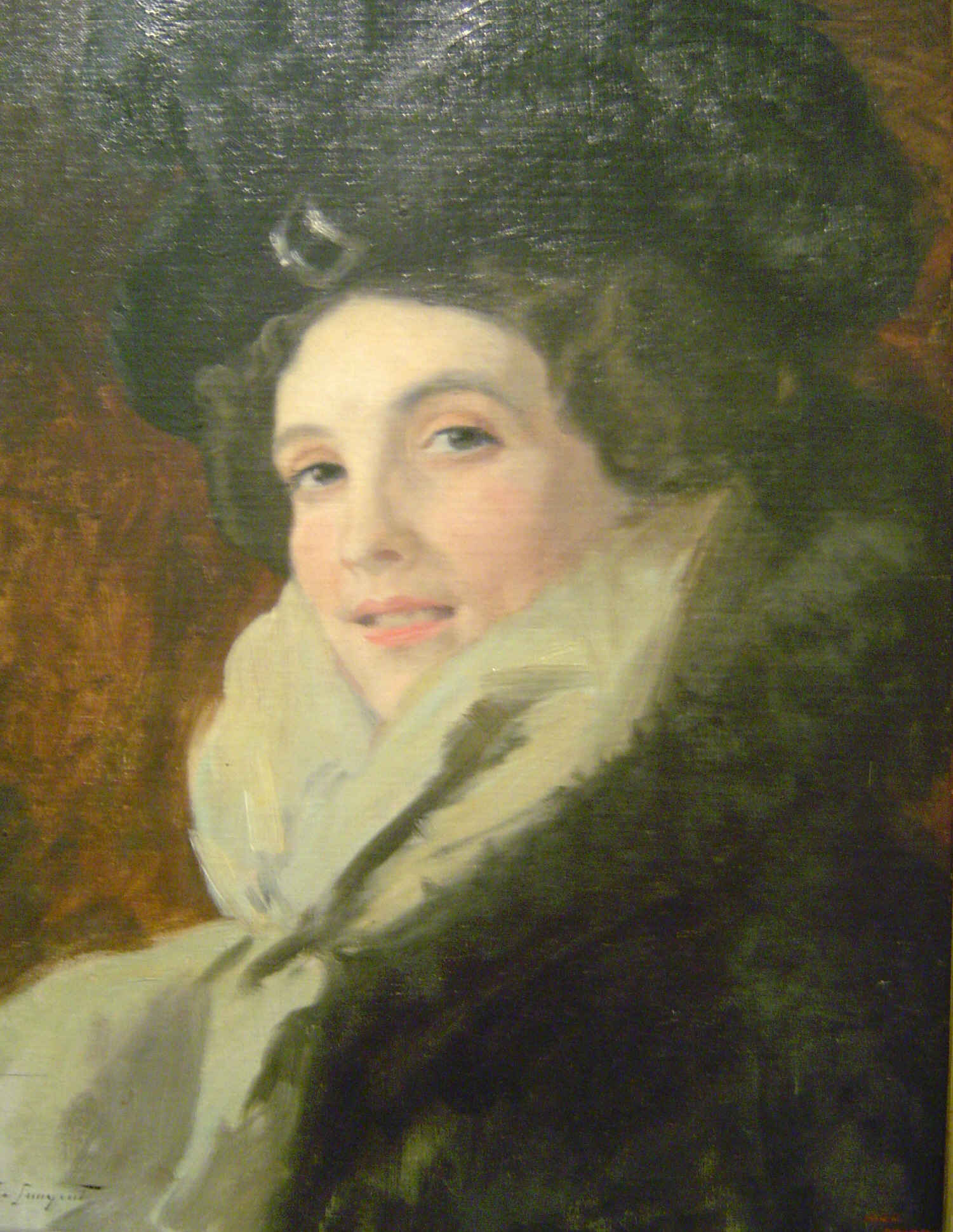
Retrat femení de Sebastià Junyent, 1911

El moviment que la pintura europea va batejar com a «postimpressionisme», a Catalunya es va conèixer com a «postmodernisme». El formen tots aquells pintors més joves que els modernistes que, seguint el solc de modernitat internacional obert per aquests, hi van aportar una originalitat més gran.
Molts dels artistes postmodernistes van sortir de la colla del Safrà. El Picasso jove, l'anterior al cubisme, també s'inscriu en aquest context.
Però al costat d'aquests noms tan coneguts n'hi ha d'altres que també van aportar un grau de creativitat inimaginable fins aleshores. Entre els de la colla del Safrà —a part d'Adrià Gual, que es va arrenglerar ben clarament amb els simbolistes— destaquen Ramon Pichot, Ricard Canals i Juli Vallmitjana.

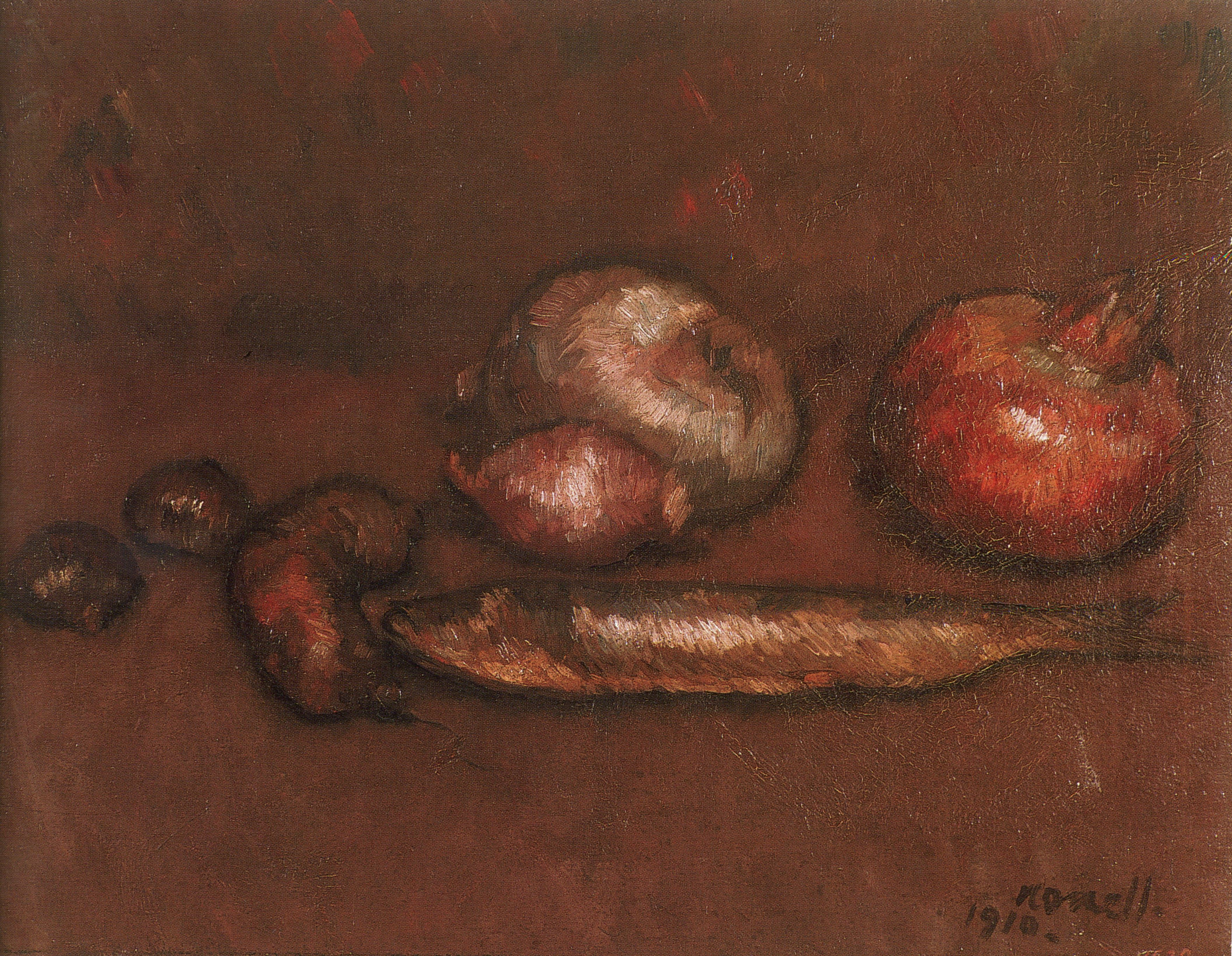
Natura morta amb arengada. Isidre Nonell, 1910. Biblioteca Museu Víctor Balaguer

Pichot, que també va travessar una etapa simbolista, va veure's sobretot molt influït per Darío de Regoyos, el gran postimpressionista espanyol, però de l'escola belga, que va passar èpoques residint a Catalunya. Pichot, un dels grans propagandistes de Cadaqués arreu, es va moure amb comoditat pel París artístic més innovador, va ser company de Santiago Rusiñol en la descoberta de Granada i va ser un dels primers ídols de joventut del Picasso del 1900, que va seguir el seu estil clarament una temporada. Sota el guiatge del marxant Hessele va exposar sovint a París, on va practicar una ingenuïtat colorista que li va permetre ser al costat dels fauves en el sorollós esclat públic del Salon d'Automne del 1905. A Pichot, que va morir abans de la maduresa, se li deuen també un dels primers estímuls importants rebuts per Salvador Dalí.
Canals també va ser conduït per un gran marxant a París, Paul Durand-Ruel, el mateix que havia revelat els impressionistes anys abans. D'aquí que en les seves millors obres, que es van exhibir no sols a París sinó als Estats Units, hi hagués un ressò clar de Renoir, que sovint se supeditava als temes folklòrics hispànics que obsessionaven una part important del públic europeu.

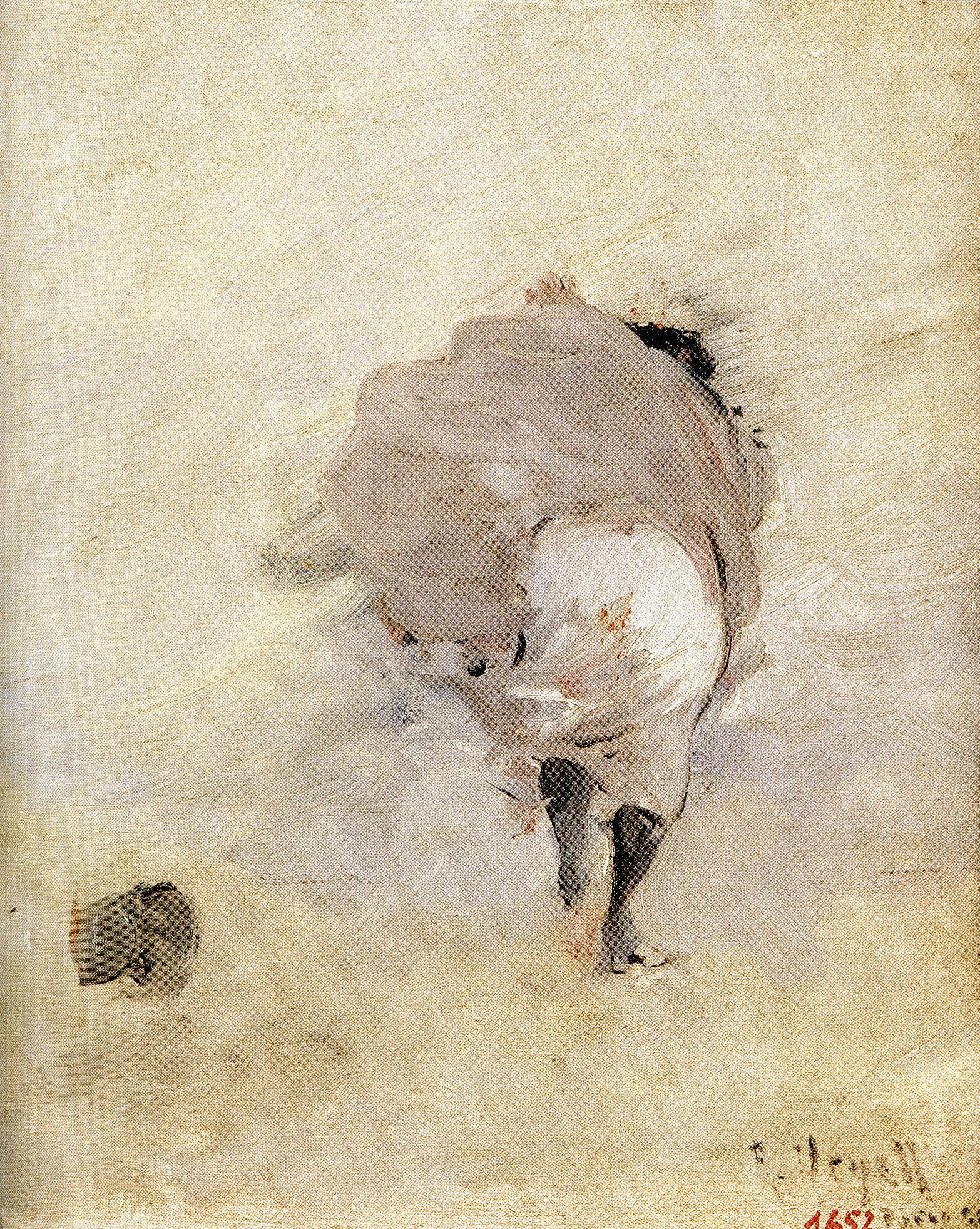
Vent. Ricard Urgell, 1911

La personalitat pictòrica de Vallmitjana va ser poc fecunda, però la compaginava amb una interessant dedicació literària al tema dels gitanos, paral·lela a la pictòrica del seu amic Nonell.
Prop d'aquest grup cal situar el Joaquim Sunyer de la primera època, quan a París aconseguia un cert lloc entre els grans postimpressionistes i abans d'esdevenir, de nou a Catalunya, el pintor emblemàtic del noucentisme.
Un altre grup, el d'El Rovell de l'Ou, va donar noms com Marian Pidelaserra i Pere Ysern, que al París del 1900 van ser els primers catalans a traduir fidelment l'impressionisme ortodox. L'un i l'altre, però, van evolucionar al seu aire, i Pidelaserra crearia un ingenuisme personal que el portaria a una valuosa però difícil aventura expressionista en solitari.
Altres pintors de la mateixa època, no adscrits a cap d'aquests grups, van aportar també personalitat al postmodernisme pictòric, com ara Ricard Urgell o Nicolau Raurich, que malgrat la seva modernitat no s'avergonyien de manifestar-se quan calia en plataformes conservadores, o Sebastià Junyer i Vidal, gran intèrpret del paisatge mallorquí i íntim amic de Picasso.